# کن لوین (توسعه‌دهنده بازی)
کنث ام. لوین (انگلیسی: Kenneth M. Levine؛ زادهٔ ۱ سپتامبر ۱۹۶۶) توسعه‌دهنده بازی آمریکایی است. وی مدیر نوآوری و یکی از مؤسسان گوست استوری گیمز است. او خلق مجموعه بایوشاک را هدایت کرد و همچنین برای کار بر روی دزد: پروژه تاریک و سیستم شاک ۲ شناخته شده‌است.